# 惠隆之介
惠 隆之介（めぐみ りゅうのすけ、1954年2月23日 - ）は、日本の評論家、ジャーナリスト。
元海上自衛官で、現在は軍事分野の評論を中心に活動している。

## 来歴
奄美出身の家系で中頭郡越來村（現:沖縄市）に生まれる。
1978年、防衛大学校管理学専攻コースを卒業（第22期）、海上自衛隊に入隊。海上自衛隊幹部候補生学校、世界一周遠洋航海を経て護衛艦隊に勤務した。四年後の1982年に二等海尉で退官。琉球銀行に勤務。その後、米軍基地就職学校「グロリア・ビジネススクール」校長、拓殖大学日本文化研究所客員教授、シンクタンク「沖縄と尖閣を守る会」代表などを務めている。
2012年（平成24年） から八重山日報論説委員長を務めていた が、2013年（平成25年）3月、わずか1年で辞任している。

## 評価
1990年代後半から、普天間移設問題が過熱化すると、恵は、通訳兵サンキ浄次の回想録をあげ、「キャンプ・シュワブは地元が積極的に誘致した」という、事実とは異なる主張を拡散した。正しくは辺野古の項目を参照（ハワイ出身通訳兵の回想録であるサンキ文書は、シュワブではなく近隣の小さな久志訓練場と事実誤認しているかもしれない）。
2008年3月号の雑誌『正論』掲載の「日本軍は沖縄県民を敵として戦ったのか」や、自身のブログで定期的に、沖縄特攻した戦艦大和には、「沖縄県民救援物資として、歯磨き、歯ブラシそれぞれ50万人分、美顔クリーム25万人分、生理用品15万人分が積載されていた」と主張し、また「海軍より歯磨、歯ブラシそれぞれ50万人分、美顔クリーム25万人分、月経帯15万人分の調達要請があり、大阪の問屋街を回って調達し3月下旬、梅田貨物駅より深夜に積み出され呉沖停泊中の「大和」に積載され」その命令権者は「先帝陛下だったと思っております」と主張し、大和の「メンスバンド15万人分」というデマの発生源の一つとなった。ちなみに沖縄戦当時の沖縄の人口は約49万人である。
2012年の惠の著書『誰も語れなかった沖縄の真実』について日下公人は「凡百の沖縄論を圧倒する広い視野と高い見識と精緻な事実認識」と評価した。その著書の中で、4人に1人が命を奪われた沖縄戦の後、米軍に土地を接収され海外移民まで余儀なくされた沖縄県民は、「米軍政下で贅沢を味わった」と主張している。
またその著作やネットテレビの中で、朝鮮通信使よりも古い1300年代の家系久米三十六姓を持ちだし、沖縄で「稲嶺惠一知事、仲井眞弘多知事と二代にわたって中国帰化人子孫が知事を務めている」「こうした中国帰化人の子孫たちが中心となって、沖縄の親中政策が推進されている」「中国による沖縄のクリミア化」だ、とレイシズムを利用した中傷を政治に持ち込んだ。
2013年11月3日、沖縄では放映されていない読売テレビの「そこまで言って委員会」に出演し、基地反対派と思しき人がゴミや人糞をビニール袋に入れてバラ撒いている、沖縄の交付金が中国や韓国に流れている等の陰謀論をかたったが、その根拠は示さなかった。
2012年11月3日のチャンネル桜の番組で、米兵からレイプ被害にあった女性は、実は帰化人で男性相手の特殊な仕事をしている女性、実は中国の工作員であるということを地元の警察は掴んでいる、レイプ事件は何者かが狙って仕掛けた事件の可能性があると主張した。しかし実際は、当時沖縄中部で2人組の米兵による性被害が多発しており、帰宅途中の女性を襲った犯人を警察は執念の捜査網で追い、出国前の米テキサス州フォートワース海軍航空基地所属の米兵2人を出国の数時間前に逮捕したものだった。こうした捜査に関わった元捜査一課長は、「女性をなんだと思っているのか」と回想している。
2014年沖縄県知事選挙に際し、恵が「翁長候補の娘は北京大学に留学し、結婚相手は支那太子党の子息」なので中国寄りにならざるを得ないというデマを拡散していた。しかし後に翁長知事本人が語るように、二人の娘は北京留学どころか一度も中国に行っていないし、しかも結婚もしていなかったことが判明した。
2017年、ビジネス社から出版された惠と渡邉哲也の共著『沖縄を本当に愛してくれるのなら県民にエサを与えないでください』について、サンデー毎日は、「あってはならない"究極の民族差別"」「この本は「言葉の感覚」が麻痺（まひ）している」「沖縄県民を差別する本」と断罪した。大阪の機動隊員による「土人発言」と同様なヘイトであり、ビジネス社による新聞広告掲載は「新聞広告倫理綱領」に違反しているのではないかという指摘もなされた。
2018年名護市長選挙に際し、恵は雑誌『WiLL』に『沖縄の天王山名護市長選！稲嶺市長「沖縄は中国にあげたらいい」！』 というミスリーディングなタイトルの記事を寄稿。記事中には稲嶺進市長がそのような発言をした事実は一切書かれていないにもかかわらず、元北海道議会議員小野寺まさる（自民党）らが「売国奴」と拡散、まとめサイトでさらにデマに尾ひれをつけて拡散された。

## 主張

### 第二次世界大戦における沖縄県人への見方
- 第二次世界大戦（太平洋戦争・大東亜戦争）において「沖縄県人は日本国民としての意識が高く、進んで軍と協力して戦った。」と主張している[21]。また、日本軍は命がけで沖縄県民を守ったと主張している[22]。沖縄戦における集団自決については、集団自決が現地日本軍の命令で行われたとする見方を否定している[23]。

### 戦後の沖縄について
- 「沖縄には被害者史観による呪縛がある、日本政府は1972年（昭和47年）の復帰時から2000年（平成12年）まで沖縄に10兆4018億円も投じているのに県民に改善の意欲が見られない。」と述べている[24]。また、「旧日本軍の美徳は報道されず、歪められた内容が知れ渡っている。」と述べている[25]。

### 国防・安全保障
- 2002年（平成14年）4月22日に衆議院憲法調査会が行った意見聴取で憲法9条改正を主張している[26]。

## 番組出演
- たかじんのそこまで言って委員会（読売テレビ） - 2010年11月7日、2012年7月8日、2013年2月3日
- 未来ビジョン 元気出せ!ニッポン!（日本BS放送） - 2011年8月20日
- 山浦ひさしのトコトン!1スタ（テレビ愛知） - 2013年3月25日
- ありえへん∞世界（テレビ東京） - 2014年7月1日
- 教えて!ニュースライブ 正義のミカタ（朝日放送） - 2014年11月22日
- 朝まで生テレビ!（テレビ朝日）

## 著書
- 『天皇の艦長 : 沖縄出身提督漢那憲和の生涯』（光文堂印刷、1985年4月）
  - 新版 『昭和天皇の艦長 沖縄出身提督漢那憲和の生涯』（産経新聞出版、2009年9月） ISBN 978-4819110693
  - 文庫版 『昭和天皇の艦長　沖縄出身提督漢那憲和の生涯』（光人社NF文庫、2020年3月） ISBN 978-4769831570
- 『誰も書かなかった沖縄―被害者史観を超えて』（PHP研究所、2000年6月） ISBN 978-4569611785
- 『敵兵を救助せよ！　英国兵422名を救助した駆逐艦「雷」工藤艦長』（草思社、2006年6月）
  - 文庫版 『敵兵を救助せよ！　駆逐艦「雷」工藤艦長と海の武士道』（草思社文庫、2014年8月） ISBN 978-4794220707
- 『海の武士道』（産経新聞出版、2008年12月） ISBN 978-4819110303
- 『海の武士道 DVD BOOK』（育鵬社／販売：扶桑社、2009年11月） ISBN 978-4594060947
- 『沖縄危機と日本の有事 - 普天間基地移設問題・尖閣問題・中国の脅威』（明成社 ブックレット、2010年11月）
- 『誰も語れなかった沖縄の真実　新・沖縄ノート』（ワック、2011年12月）
  - 新版 『沖縄よ、甘えるな!　新・沖縄ノート』（ワック 新書判、2015年9月） ISBN 978-4898317266
- 『沖縄が中国になる日』（扶桑社、2013年3月）
- 『中国が沖縄を奪う日』（幻冬舎ルネッサンス新書、2013年8月） ISBN 9784779060854
- 『沖縄を豊かにしたのはアメリカという真実』（宝島社新書、2013年8月） ISBN 9784800213617
- 『いま沖縄で起きている大変なこと　中国による「沖縄のクリミア化」が始まる』（PHP研究所、2014年8月）
- 『迫りくる沖縄危機』（幻冬舎ルネッサンス新書、2014年8月） ISBN 9784779061042
- 『尖閣だけではない沖縄が危ない！』（ワック 新書判、2017年4月） ISBN 978-4898317549
- 『沖縄県民も知らない沖縄の偉人　日米の懸け橋となった男たち』（育鵬社、2019年8月）、ISBN 978-4594082642
- 『沖縄を本当に愛してくれるのなら県民にエサを与えないでください』 （ビジネス社、2017年8月）、渡邉哲也と共著